# Přátelé ABC

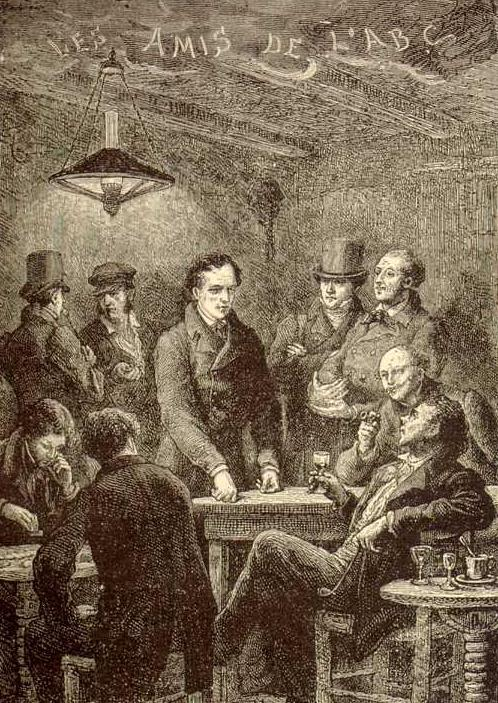
Setkání Přátel ABC podle představ ilustrátora Frédérica Lixe

Přátelé ABC (francouzsky Les Amis de l'ABC) je fiktivní revoluční organizace francouzských republikánských studentů, kterou popsal spisovatel Victor Hugo ve své novele Bídníci z roku 1862. Název je ve francouzštině slovní hříčkou, protože slovo abaissés s prakticky stejnou francouzskou výslovností jako ABC znamená ostouzení, ponižovaní.
Přátelé ABC jsou popisováni jako spolek, v němž byli zastoupeni zástupci různých politických názorů od komunistů pro levellery, ale přesto společně bojovali za demokracii a všichni následně zemřeli při bojích v republikánském povstání v červnu 1832.
Victor Hugo se v jejich popisu inspiroval skutečnými francouzskými spolky, například Spolkem za práva člověka aktivním v letech 1830–1840.